# Erich-Markel-Haus

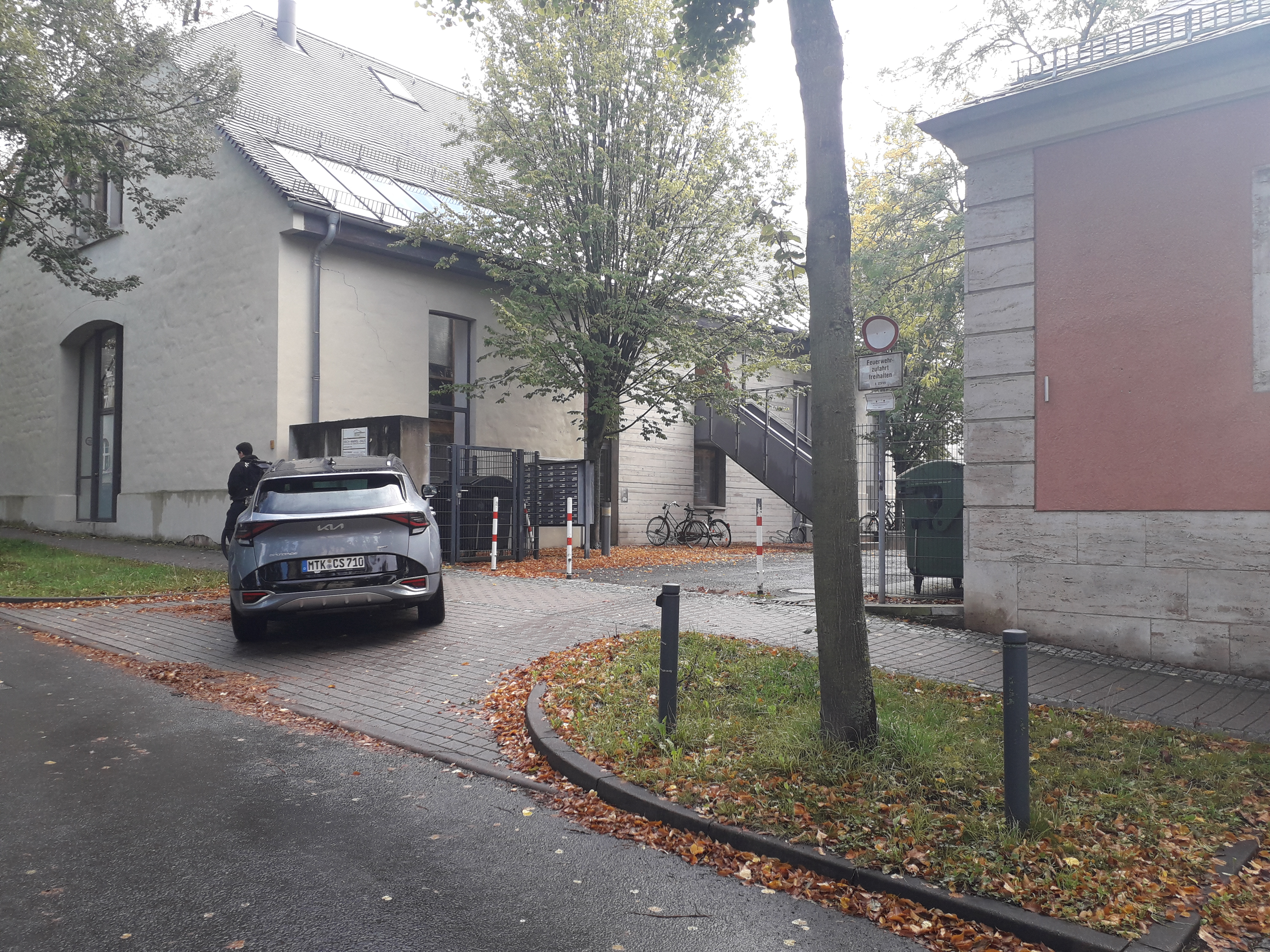
Erich-Markel-Haus

Das Erich-Markel-Haus in der Leibnizallee 10 b in Weimar wurde 1828 errichtet und seit 1878 bis 1994  als Gewehrkammer genutzt. Eigentlich sollte sie eine Scheune zu landwirtschaftlichen Zwecken sein. Auch die militärische Nutzung war nicht ihre letzte Nutzungsart.
Im Jahr 2001 wurde dem jetzigen Studentenwohnheim der Bauhaus-Universität Weimar der Deutsche Holzbaupreis verliehen. Während die äußere Gestalt des Gebäudes weitgehend erhalten blieb, wurde die Innengestaltung modernen Gesichtspunkten unterworfen. Dabei wurde massiv der Werkstoff Holz eingesetzt. Dabei wurde der Innenausbau in der Haus-im-Haus-Methode umgesetzt. Bauherr war das Studentenwerk Jena-Weimar. Ursprünglich war das Gebäude für landwirtschaftliche Zwecke errichtet worden, bevor es für die Kaserne umfunktioniert wurde. Es ist der älteste Bau der Weimarer Parkvorstadt. Tatsächlich weicht der Bau schon in seiner äußeren Gestalt ähnlich einer Scheune wesentlich von den ihn umgebenden Gebäuden ab. So wie die Kaserne mit den anderen Gebäuden dasteht, wurde sie bis 1994 genutzt und bis 2001 einer umfassenden Sanierung und Modernisierung unterworfen. Diese gehört wie auch Teile der ehemaligen sogenannten Streichhan-Kaserne, die auch als Studentenwohnheime genutzt werden, zur Hochschule für Musik Franz Liszt Weimar und eben zur Bauhaus-Universität Weimar. Benannt wurde das zur Bauhaus-Universität gehörige Studentenwohnheim mit 49 Zimmern nach Erich Hans Markel (1920–1999), der rumänisch-US-amerikanischer Herkunft und tätig als Jurist, Hochschullehrer, Berater sowie Präsident der Max-Kade-Stiftung war.
Das Gebäude steht auf der Liste der Kulturdenkmale in Weimar (Einzeldenkmale).

Erich-Markel-Haus
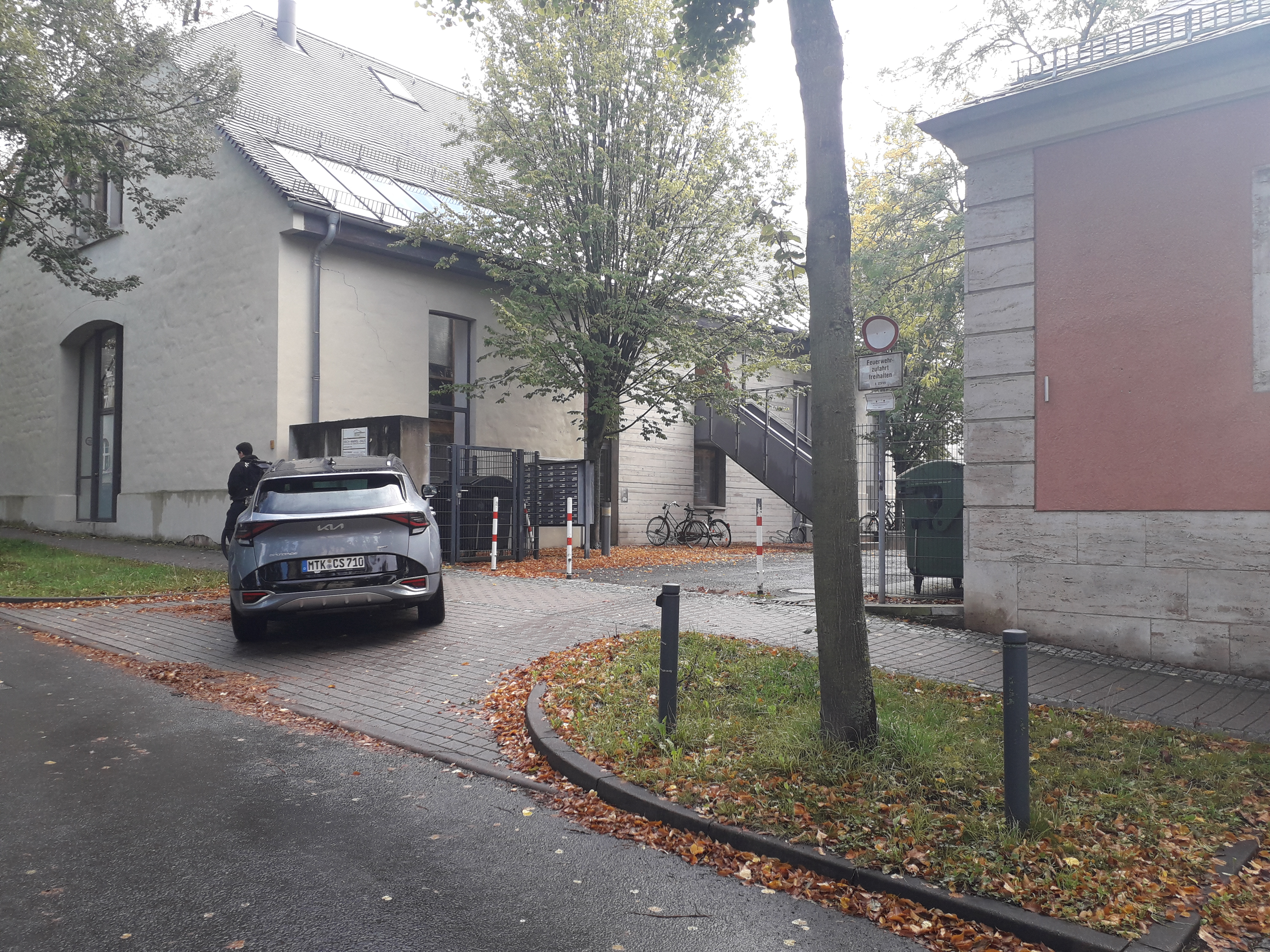
Erich-Markel-Haus
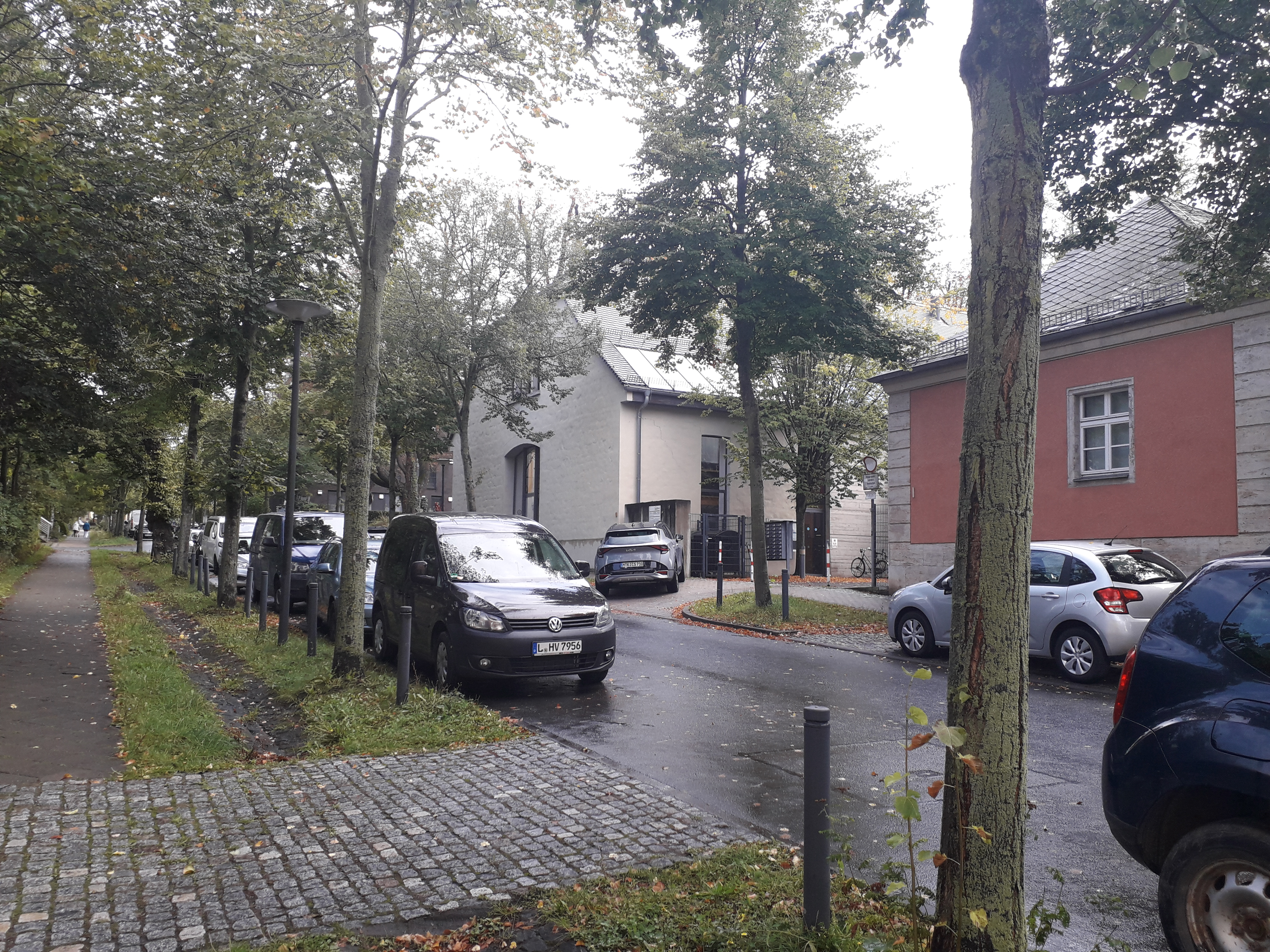
Erich-Markel-Haus
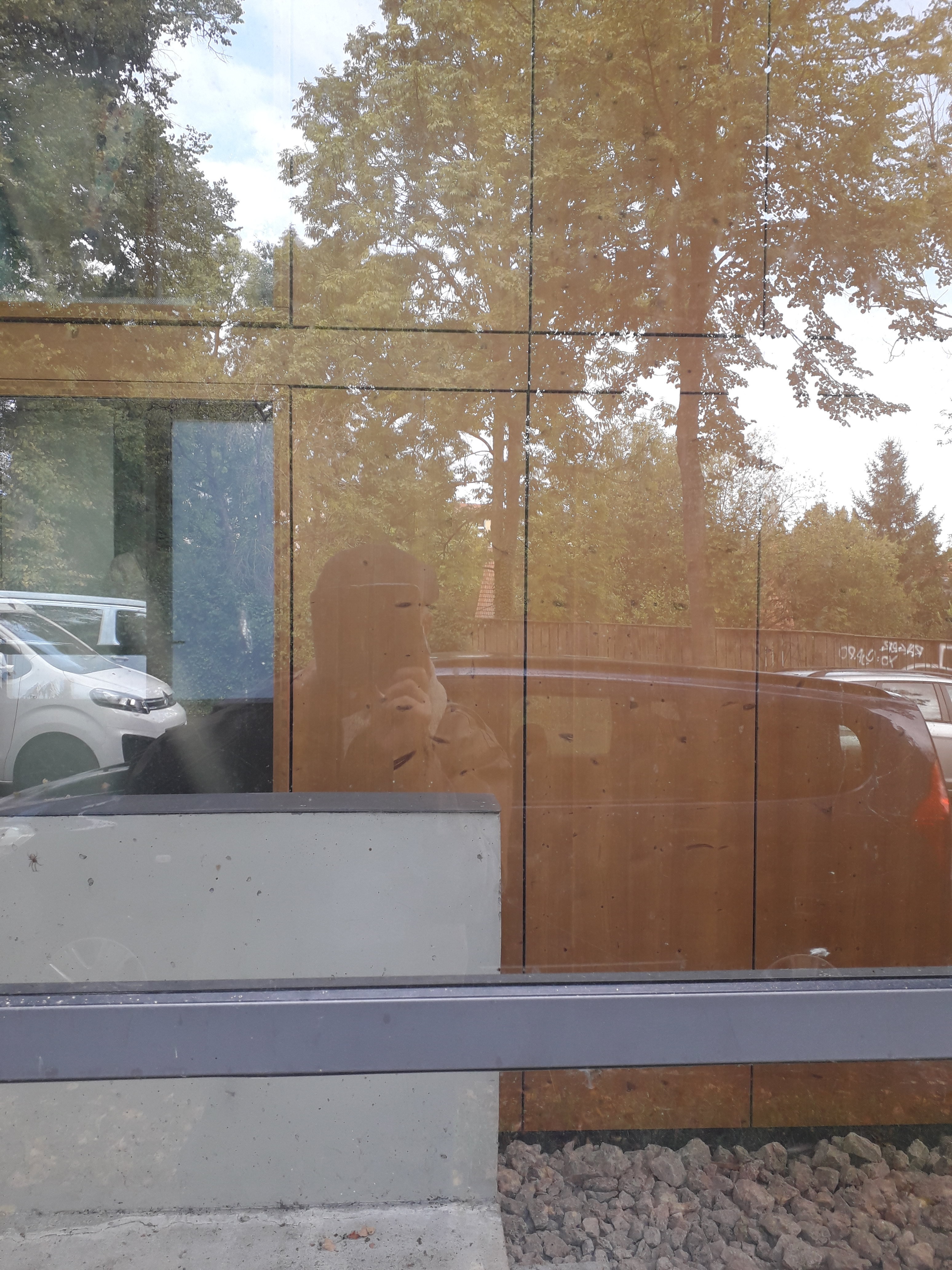
Erich-Markel-Haus, Blick durch das Fenster auf das Innenhaus
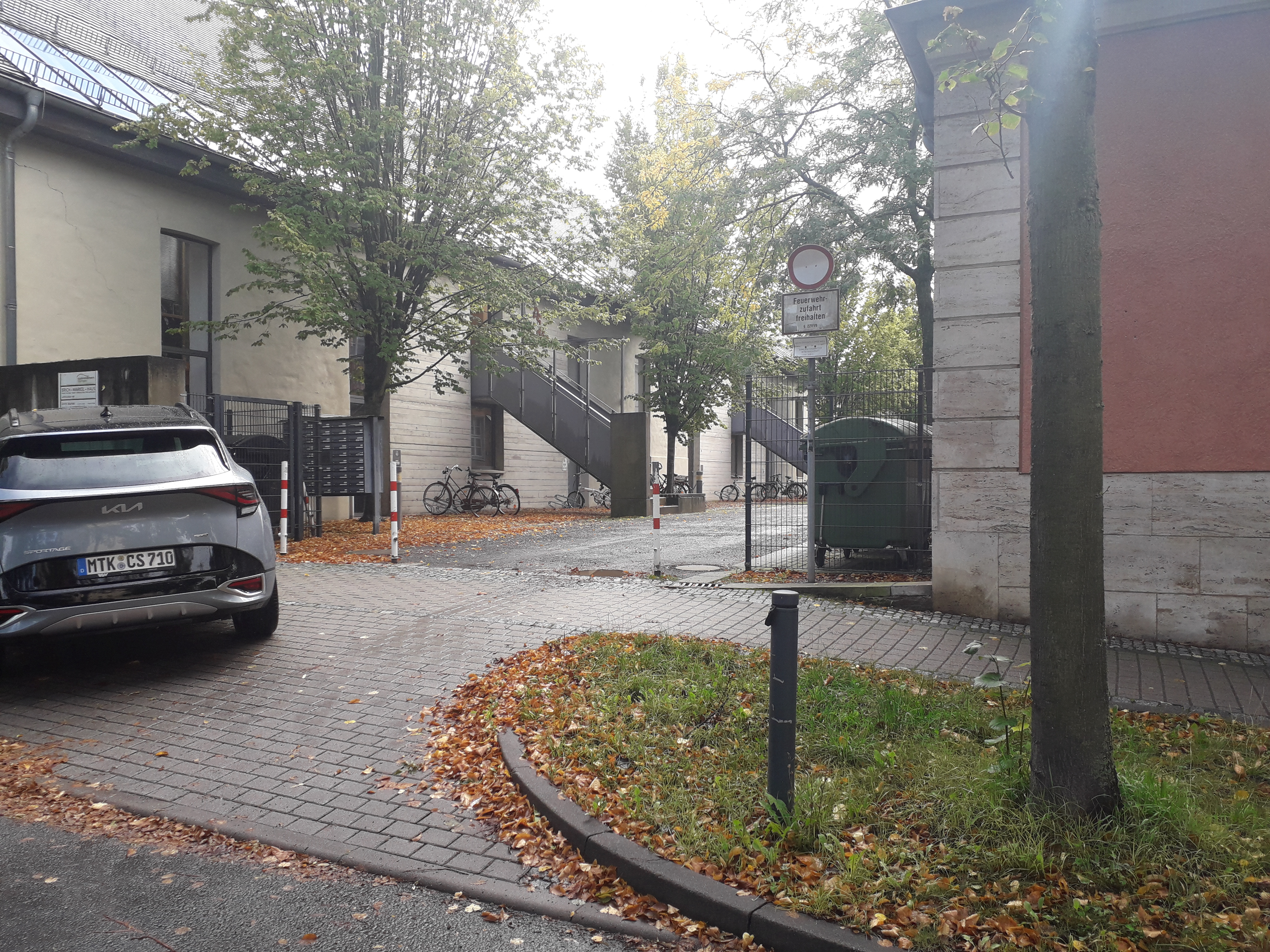
Erich-Markel-Haus, Einfahrt